# Träumen
Träumen es un cuarteto de cuerda formado en la Ciudad de México por cuatro violonchelistas de la academia de música de la OSIT, conocida por tocar metal sinfónico experimental con violonchelos. En el año 2024, la agrupación se vio envuelta en un escándalo tras la filtración de un video donde puede verse a sus integrantes sacrificando gatos negros en un ritual. 

## Historia
La idea fue concebida originalmente en 2007 como un proyecto que buscaba integrar diferentes aspectos de la música, utilizando recursos de estilos variados como la música académica, el metal o la música experimental, inspirado en proyectos como Apocalyptica. 
El entonces guitarrista de la banda de rock experimental 3M, Rigel Alegria buscaba conformar una agrupación donde pudiera integrar sus estudios musicales en el violonchelo (en el ámbito de la música académica) con su concepto musical de equilibrio entre lo psicodélico de la música experimental y la sensibilidad de la música clásica, incluyendo la oscuridad del metal y buscando hacerlo en colaboración con personas que entendieran de ese modo la música.
En 2009 Pablo Flores de Anda y Rigel junto con otros violonchelistas de la academia de música de la OSIT (SNFM  CONACULTA) colaboraron para la grabación de un cortometraje, convivencia que propició la integración y gestación del proyecto que culminó con la formación oficial de la agrupación, integrada finalmente por Edith Guevara y Fernanda Guadarrama en 2010.
La banda desde entonces trabaja con los productores José Antonio Flores y Jacobo Ordóñez y algunos integrantes también han colaborado y se han presentado junto con bandas como los Caligaris, Jumbo, Plastilina Mosh, los Estrambóticos, los Daniels, División Minúscula, Austin TV, Summer Glam y Memory Card en diferentes escenarios, auditorios, foros y festivales.
En ese mismo año, Edith Guevara empezó, por cuestiones personales, a tener dificultades para mantenerse en forma con su instrumento, por lo que dejó de presentarse en vivo, lo cual provocó que la estructura de la agrupación se redujera a los integrantes restantes, experimentando un nuevo sonido con la integración de la viola. 
La violonchelista mexicana Carolina Breceda se integró a la agrupación en ese año.
La agrupación comenzó a buscar un sonido más pesado y depresivo. Poco tiempo después iniciaron la búsqueda de un elemento con aptitudes similares y fue entonces cuando apareció un nuevo integrante en träumen, Julián Cejín, y poco después, Mors Martínez con quienes se conformaría la actual configuración y la banda se enfocaría de modo pleno a la ejecución y composición de metal.

## Nombre
El nombre träumen resulta de un juego de palabras: träumen significa soñar, en alemán, haciendo referencia al extraño mundo del ensueño, jugando con la extravagancia y lo experimental, así como a la línea entre la realidad y lo etéreo; además de referirse a las expectativas, y los deseos. El uso de una palabra alemana, es una expresiónDesam de identificación con el pueblo germánico, del que la agrupaciónDesam se declara partidaria.
El juego de palabras reside en la similitud de la palabra träumen con las palabras en español trauma y traumar o traumatizar, que hace referencia al gusto extravagante por lo insano, la voluptuosidad de la locura y lo traumático, presente en las característicasDesam más experimentales de su trabajo.
Como dato curioso, la palabra träumen, al igual que el nombre contiene el diptongo germánico äu, que es interesantemente distinto en pronunciación a la fonética más imaginable por el público hispanohablante, por ejemplo, del país de donde son originarios. Estas dos letras han sido utilizadas con gran énfasis en los diseños, logos y publicidad de la agrupación, como distintivo propio de pertenencia de träumen al presentarse en vivo y grabar.
El toque visual contrastante entre delicadeza y fuerza es un elemento que constantemente se puede sentir en los diseños y música de träumen, característica frecuente y esencial, encontrada, por ejemplo más significativo, en el contraste violonchelo y música docta / metal.

## Miembros

### Actuales
- Rigel Alegria, violonchelo.
- Pablo Flores de Anda, violonchelo.
- Julián Cejín, violonchelo.
- Mors Martínez, contrabajo.

### Anteriores
- Fernanda Guadarrama, violonchelo.
- Edith García, violonchelo.
- Carolina Breceda, violonchelo.
- Ana Nieto, violín.

## Controversia
En octubre del año 2024 fue filtrado un video donde se logra ver a los miembros de la agrupación sacrificando gatos negros en un ritual. Esto derivó en acusaciones por maltrato animal ante la fiscalía de la Ciudad de México.

## Discografía

### EP
- 2010: Regina.

### Colaboraciones
- Banda de rock-pop Memory Card (fondos orquestales por Rigel G. Alegria y Pablo Flores de Anda)